# Vòng loại Giải vô địch bóng đá nữ U-17 thế giới khu vực châu Đại Dương 2010
Vòng loại Giải vô địch bóng đá nữ U-17 thế giới khu vực châu Đại Dương 2010 diễn ra tại New Zealand từ 12 tới 16 tháng 4 năm 2010 được tổ chức nhằm xác định đội tuyển của khu vực châu Đại Dương tham dự Giải vô địch bóng đá nữ U-17 thế giới 2010.

## Các trận đấu
| Đội              | Tr | T | H | B | BT | BB | HS  | Đ |
| ---------------- | -- | - | - | - | -- | -- | --- | - |
| New Zealand      | 3  | 3 | 0 | 0 | 37 | 0  | +37 | 9 |
| Quần đảo Solomon | 3  | 2 | 0 | 1 | 6  | 10 | -4  | 6 |
| Papua New Guinea | 3  | 1 | 0 | 2 | 4  | 10 | -6  | 3 |
| Tonga            | 3  | 0 | 0 | 3 | 0  | 27 | -27 | 0 |

| Papua New Guinea                          | 4 – 0 | Tonga |
| ----------------------------------------- | ----- | ----- |
| Kaikas 27', 36' · Steven 44' · Robert 64' |       |       |

| New Zealand                                                                                                | 10 – 0 | Quần đảo Solomon |
| --- | ------ | ---------------- |
| Loye 13' · Bowen 30' · Wong 45', 50' · Chance 46', 56' · Boyce 70' · Patterson 77' · Dudley-Smith 78', 87' |        |                  |

| Tonga | 0 – 5 | Quần đảo Solomon                                          |
| ----- | ----- | --------------------------------------------------------- |
|       |       | Joe 11' · Hasi 13' · Malau 30' · Oneasi 47' · Vakatao 69' |

| New Zealand                                                                                           | 9 – 0 | Papua New Guinea |
| --- | ----- | ---------------- |
| Patterson 3', 9', 57' · Loye 8' · Skilton 12' · Millynn 40' · Laka 44' (l.n.) · Dudley-Smith 69', 87' |       |                  |

| Quần đảo Solomon | 1 – 0 | Papua New Guinea |
| ---------------- | ----- | ---------------- |
| Timo 90+2'       |       |                  |

| Tonga | 0 – 18 | New Zealand |
| ----- | ------ | --- |
|       |        | Dudley-Smith 7', 9', 41' · Ward 11', 19', 51' · Wong 13', 36', 49', 58', 65', 90+1' · Loye 23', 67' · Carlton 28' · Parkinson 70' (ph.đ.) · Carlsen 72' (ph.đ.) · Skilton 90+4' |